# You Look Good
You Look Good è un singolo del gruppo country pop statunitense Lady Antebellum, pubblicato nel 2017 ed estratto dall'album Heart Break.

## Tracce
- Download digitale

1. You Look Good – 3:03

## Formazione
- Hillary Scott
- Charles Kelley
- Dave Haywood